# Wonder Woman (TV-serie)
Wonder Woman är en amerikansk TV-serie som spelades in och sändes mellan 1975 och 1979 under 3 säsonger i 60 avsnitt (inklusive pilotavsnittet).
TV-serien bygger på seriefiguren från DC Comics och titelrollen som Wonder Woman (liksom alter egot Diana Prince) spelas av Lynda Carter. 
Den första säsongen visades i USA på ABC och den andra och tredje säsongen visades på CBS. Den andra och tredje säsongen heter The New Adventures of Wonder Woman.

## Synopsis
Första säsongen utspelas under andra världskriget. Diana Prince (Lynda Carter) är skrivbiträde och underbefäl (Yeoman First Class) i USA:s flotta arbetandes vid underrättelsetjänsten i Washington, DC med major Steve Trevor (Lyle Waggoner) i USA:s arméflygvapen som chef. Genom jobbet kommer Diana Prince i kontakt med situationer som bara kan lösas av hennes verkliga identitet: Wonder Woman.
Andra och tredje säsongen utspelas i samtiden (dvs 1970-talet då serien spelades in). Wonder Woman/Diana Prince har varit borta på sin hemö sedan andra världskrigets slut. I andra och tredje säsongen arbetar hon för Steve Trevor Jr. (son till Steve Trevor och även denne spelas av Lyle Waggoner) vid Inter-Agency Defense Command (IADC) i Washington, DC. Precis som tidigare så hamnar hon i situationer som bara kan lösas av Wonder Woman.

## Säsonger
| Säsong       | Antal avsnitt | Ursprungsvisning                      | Kanalnätverk |
| ------------ | ------------- | ------------------------------------- | ------------ |
| Pilotavsnitt | 1             | 7 november 1975                       | ABC          |
| 1            | 13            | 21 april 1976 – 16 februari 1977      | ABC          |
| 2            | 22            | 16 september 1977 – 21 april 1978     | CBS          |
| 3            | 24            | 22 september 1978 – 11 september 1979 | CBS          |

## Rollista
| Lynda Carter    | – Diana Prince/Wonder Woman (samtliga säsonger) |
| Lyle Waggoner   | – Major Steve Trevor (säsong 1)                 |
| Beatrice Colen  | – Etta Candy (säsong 1)                         |
| Richard Eastham | – General Philip Blankenship (säsong 1)         |
| Lyle Waggoner   | – Steve Trevor, Jr. (säsong 2-3)                |
| Norman Burton   | – Joe Atkinson (säsong 2)                       |
| Saundra Sharp   | – Eve Welch (säsong 3)                          |

Debra Winger spelade Dianas syster Drusilla/Wonder Girl i tre avsnitt i den första säsongen. Rollen som deras mor, Amazondrottningen Hippolyta, spelas av tre olika skådespelare: Cloris Leachman, Carolyn Jones och Beatrice Straight.

## Om produktionen
1974 hade Warner Bros producerat en annan version av Wonder Woman med Cathy Lee Crosby i titelrollen och i regi av Vincent McEveety som ett pilotavsnitt för en potentiell TV-serie. Den versionen var dock ganska annorlunda än serietidningsfiguren i DC Comics. 
Det pilotavsnitt som spelades in 1975 (med titeln The New Original Wonder Woman) var avsedd att ligga närmare förlagan, bland annat genom att förlägga handlingen till andra världskriget liksom att Wonder Womans kostym tydligt efterliknade originalet. Joanna Cassidy och Jaclyn Smith var några av finalisterna till titelrollen som slutligen tilldelades den då 23-åriga Lynda Carter.
Under andra säsongen förlades handlingen till samtiden (dvs 1970-talet), främst av kostnadsskäl. 

## Visning i Sverige
Wonder Woman visades aldrig på TV i Sverige. Seriens första visning i Sverige var vid en DVD-utgåva av seriens första säsong under 2005.